# Alvar
Alvar (hindiül:  अलवर, angolul: Alwar) város India északi részén, Rádzsasztán államban. Delhitől közúton kb. 160 km-re DNy-ra fekszik. Lakossága 315 ezer fő volt 2011-ben.
Mezőgazdasági, kulturális központ. 

## Látnivalók
A 18. században alapított Alvar ma csak egy vidéki poros város. Látnivalói közül a legjelentősebb az 1793-ban épült városi palota. A palota mögött Bakhtavar Szingh (ur. 1790-1815) síremléke van, a Múszi Maháráni cshatrí. A város fölött egy meredek hegyen áll a zömök Bala Kilá erőd. Gyönyörű innen a kilátás.  
A közelben fekszik a Szariszká Nemzeti Park (Sariska Tiger Reserve), amely korábban az Alvar hercegi állam magán vadászterülete volt. Tigrispopulációja 20-30 példány között mozog. Az itt látható Szariszká Palota, Alvar uralkodóinak vadászlakjaként épült a 19. század végén. Ma szálloda. 
A várostól 70 km-re ÉNy-ra található - a Delhi-Dzsajpur közötti 8-as főút mellett - Neemrana lenyűgöző erődpalotája. 

## Galéria

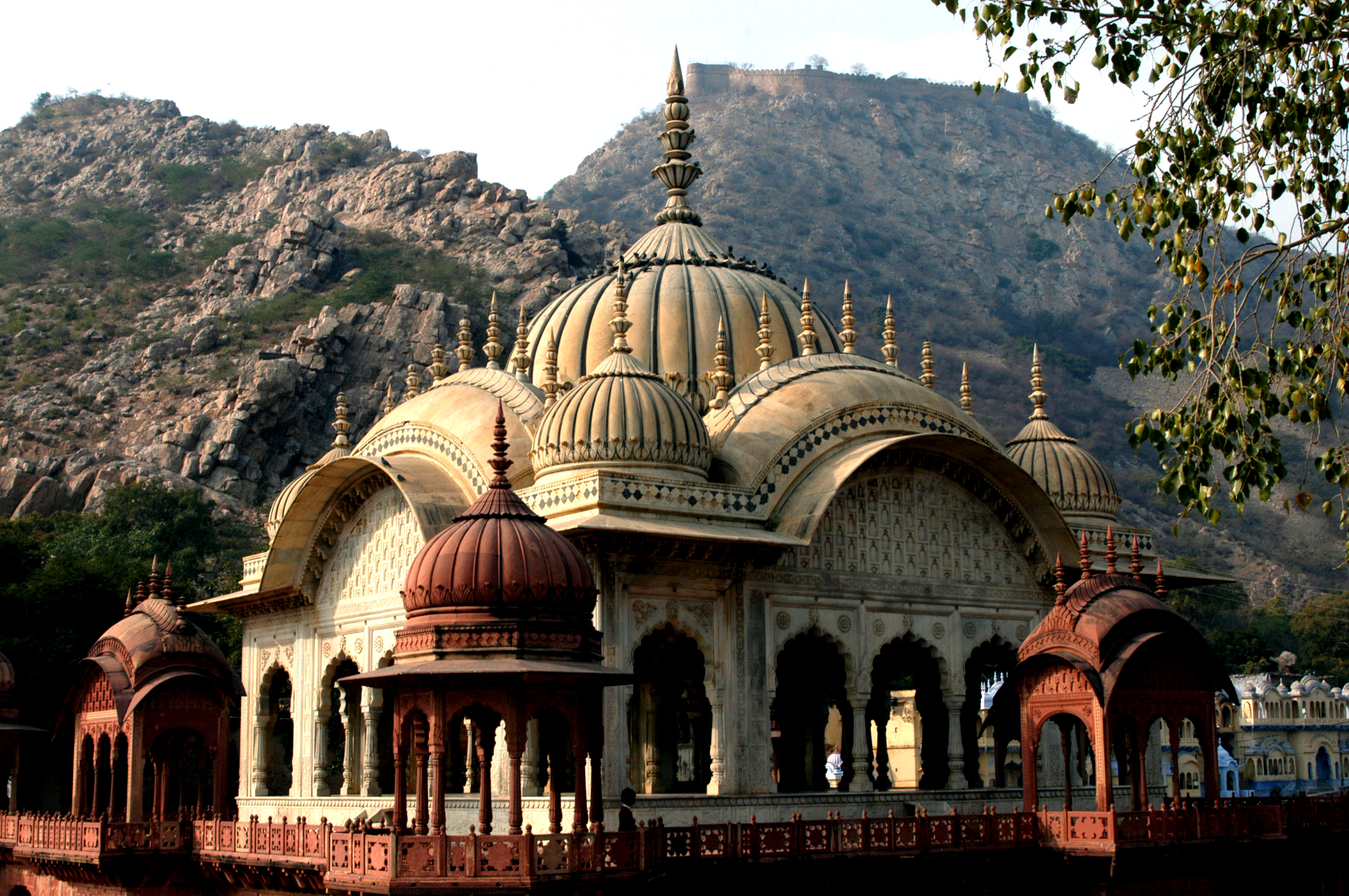
Múszi Maháráni síremlék
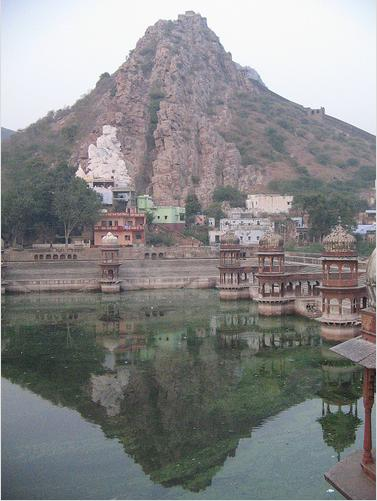
Sagar-tó környéke
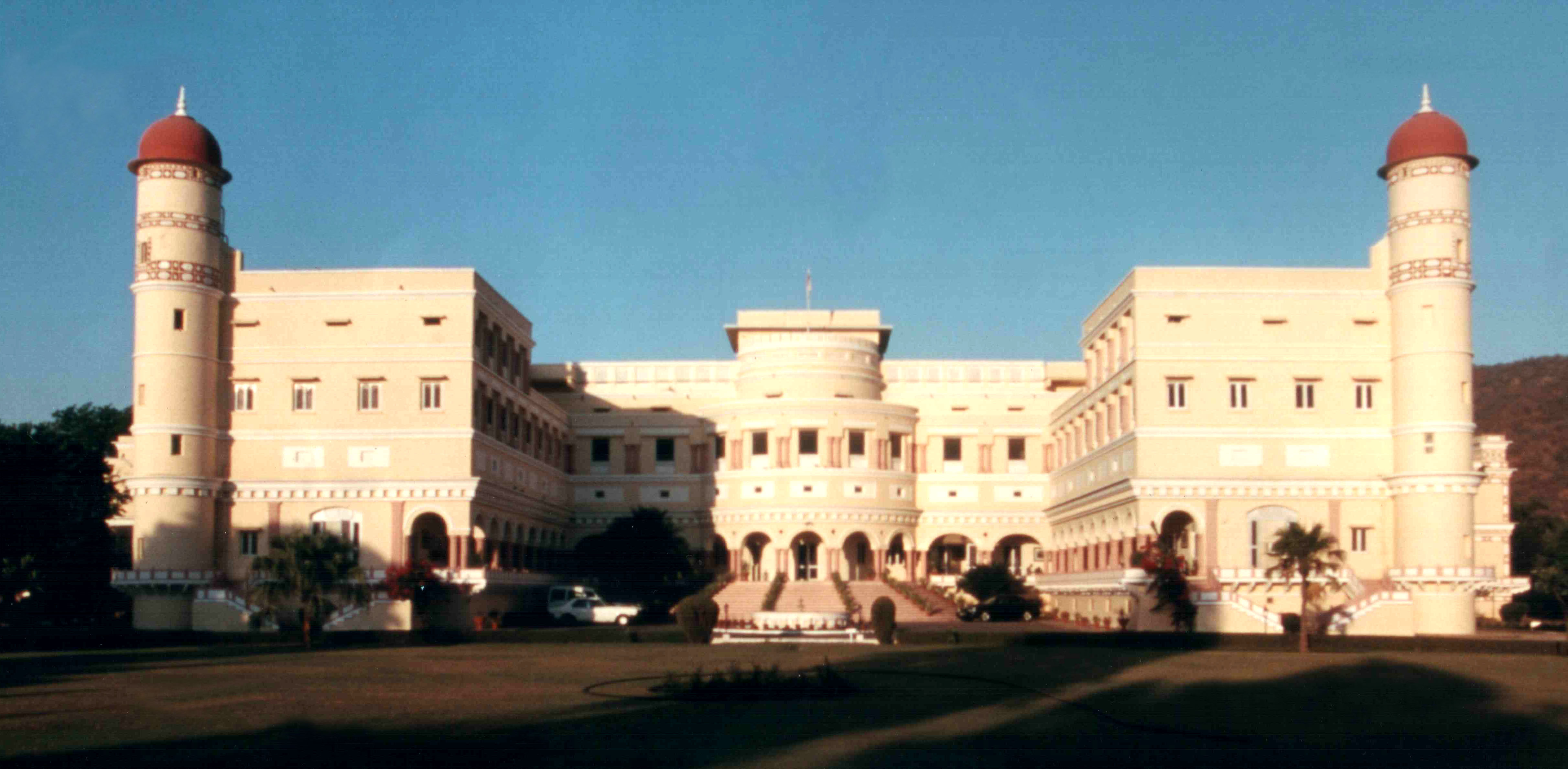
Szariszká Palota
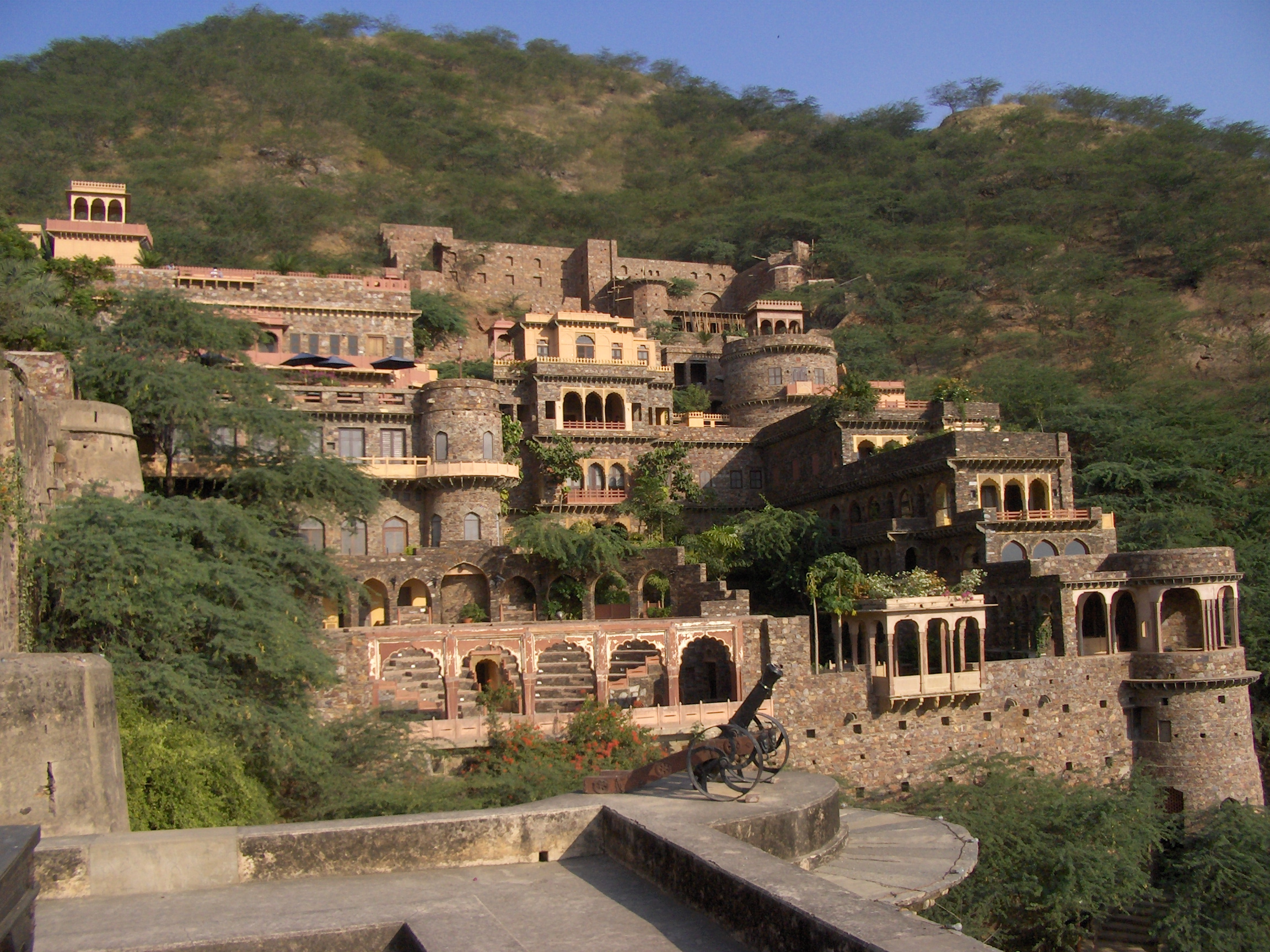
Neemrana erődpalotája

## Fordítás
- Ez a szócikk részben vagy egészben  az   Alwar című angol Wikipédia-szócikk fordításán alapul.  Az eredeti cikk szerkesztőit annak laptörténete sorolja fel. Ez a jelzés csupán a megfogalmazás eredetét és a szerzői jogokat jelzi, nem szolgál a cikkben szereplő információk forrásmegjelöléseként.